# 华昌街道
华昌街道，是中华人民共和国吉林省长春市榆树市下辖的一个乡镇级行政单位。

## 行政区划
华昌街道下辖以下地区：
港榆社区、榆西社区、铁西社区、南门村、新民村和南岗村。